# 城北街道 (福安市)
城北街道，是中华人民共和国福建省宁德市福安市下辖的一个乡镇级行政单位。

## 行政区划
城北街道下辖以下地区：
富春社区、冠杭社区、中兴社区、锦阳社区、前进社区、棠发洋社区、东凤社区和后垅社区。